# Arthur K. Watson
Arthur Kittredge "Dick" Watson, född 23 april 1919 i Summit, New Jersey, död 26 juli 1974 i New Canaan, Connecticut, var en amerikansk affärsman och diplomat. Han var USA:s ambassadör i Frankrike 1970–1972.
Watson efterträdde 1970 Sargent Shriver som ambassadör i Paris och var kvar på posten fram till 1972. I samband med utnämningen avgick han som ordförande för IBM:s dotterbolag IBM World Trade Corporation, en post han hade innehaft sedan 1963. Han var son till IBM:s mångårige vd Thomas J. Watson.